# Hoa Đà
Hoa Đà (chữ Hán: 華佗; 145 - 208), biểu tự Nguyên Hóa (元化), là một thầy thuốc nổi tiếng thời cuối Đông Hán và đầu thời Tam Quốc trong lịch sử Trung Quốc.
Ông được xưng tụng như một Thần y nổi tiếng không chỉ trong Trung Quốc mà trong các nước đồng văn hóa như Việt Nam, Nhật Bản và Hàn Quốc, được xem là một trong những ông tổ của Đông Y. Ông cùng Đổng Phụng và Trương Trọng Cảnh được xưng tụng làm Kiến An tam Thần y (建安三神醫); cùng với Biển Thước, Trương Trọng Cảnh và Lý Thời Trân được xem là 4 vị đại danh y nổi tiếng bậc nhất trong lịch sử Trung Hoa.

## Tiểu sử
Hoa Đà là người ở huyện Tiêu, nước Bái thuộc Dự Châu (nay là Bạc Châu, tỉnh An Huy), là đồng hương của Tào Tháo.
Hoa Đà nổi tiếng là thầy thuốc giỏi đương thời. Có lần ông đã chữa cho Lữ Bố khi bị gãy chân. Tào Tháo đã mắc bệnh đau đầu trong nhiều năm, sai người triệu ông đến chữa trị. Do thuốc của Hoa Đà hiệu nghiệm, ông được giữ lại trong quân Tào Tháo một thời gian. Những lúc bị đau, Tào Tháo nhờ Hoa Đà châm cứu cho một vài mũi kim thì bệnh tình đỡ đi nhiều.
Sau này Tào Tháo có người nhà mắc bệnh, lại gọi Hoa Đà tới chữa. Được một thời gian chữa xong, Hoa Đà xin về nhà thăm vợ có bệnh, lại xin nghỉ thêm ít lâu nữa. Tào Tháo nghi ngờ, sai người đến dò xét thì thấy vợ Hoa Đà không có bệnh gì, bèn hạ lệnh bắt Hoa Đà vào ngục hỏi tội. Theo ghi chép trong Hậu Hán thư và Tam quốc chí, Tào Tháo cho rằng Hoa Đà kiêu căng tự phụ, rõ ràng có thể chữa khỏi bệnh nhưng lại cố ý dây dưa, vì thế nên Hoa Đà không còn đường sống. Mưu sĩ Tuân Úc nói Hoa Đà có y thuật cao siêu, nên tha cho ông ta một lần. Thế nhưng Tào Tháo đã nói: "Không phải lo, lẽ nào thiên hạ chỉ có Hoa Đà mới chữa được bệnh cho ta sao?" Bị ngục lại tra tấn, Hoa Đà chết trong ngục, nhưng Tào Tháo vẫn không ân hận vì đã giết Hoa Đà.
Cho tới khi con trai của ông, Tào Xung qua đời sớm vì bệnh (năm 208), Tào Tháo mới thốt lên rằng: "Ta hối hận vì đã giết Hoa Đà, hậu quả là hại con trai ta cũng chết theo."
Năm Kiến An thứ 24 (219), Tào Tháo lại tái phát bệnh đau đầu, ông ta bị bệnh hành hạ mà không có ai chữa được. Tháng giêng năm sau (220), Tào Tháo qua đời khi ở tuổi 66, để lại sự nghiệp cho con trai Tào Phi.

## Trong Tam Quốc diễn nghĩa
Theo tiểu thuyết Tam quốc diễn nghĩa của La Quán Trung, Hoa Đà được biết đến chủ yếu là người đã chữa bệnh cho Quan Vũ bằng cách mổ vai để nạo chất độc do mũi tên đâm vào trong lúc Quan Vũ vẫn bình thản đánh cờ vây. Đây là tình tiết hư cấu, thực tế Hoa Đà đã mất từ năm 208, trước đó rất lâu. Sách sử Tam quốc chí có ghi lại sự kiện phẫu thuật nạo xương, cũng ghi nhận là Quan Vũ "vẫn cắt thịt nướng uống rượu, cười nói như không", nhưng không hề ghi ai là người nạo xương cho Vũ.
Hoa Đà được cho là đã biết áp dụng kỹ thuật gây mê bằng một hỗn hợp rượu và thảo dược được gọi là Ma phí tán (麻沸散), 1600 năm trước khi người phương Tây biết áp dụng kỹ thuật này trong phẫu thuật.
Cũng theo tiểu thuyết này, Tào Tháo khi được Hoa Đà khuyên nên mổ sọ để cạo chất độc đã nghi Hoa Đà muốn giết mình nên tống ông vào ngục và giết chết Hoa Đà. Theo Tam Quốc Diễn Nghĩa, Hoa Đà vì cảm kích người gác ngục đã chăm sóc mình khi đang ở trong ngục nên đã truyền sách của mình cho người lính này. Tuy nhiên, do vợ của người lính đó sợ nếu chồng mình theo nghề y sẽ có kết cục bi thảm như Hoa Đà nên đã đốt mất, do đó tất cả sách vở của Hoa Đà về nghề y đã thất truyền.
Hoa Đà được cho là người sáng tác ra Ngũ Cầm Hí (五禽戲), tập luyện dựa theo động tác của năm loài vật: hổ, hươu, gấu, khỉ và chim

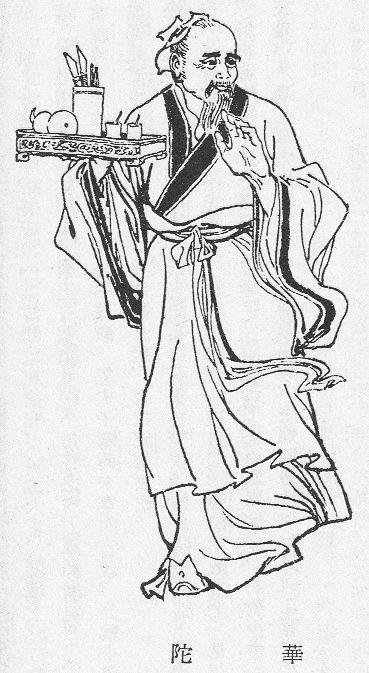
Minh họa Thần y Hoa Đà
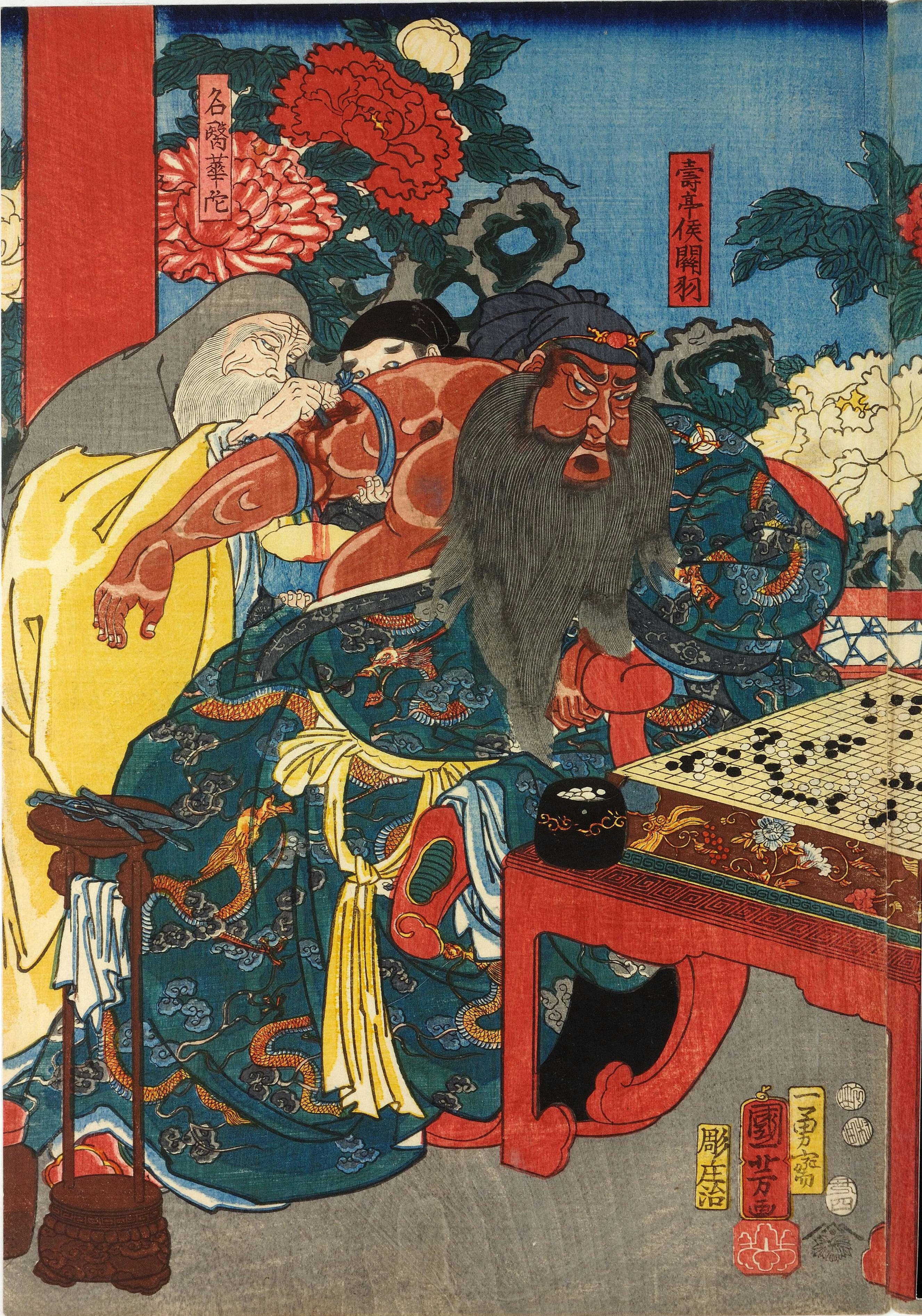
Hoa Đà nạo vết thương cho Quan Vũ
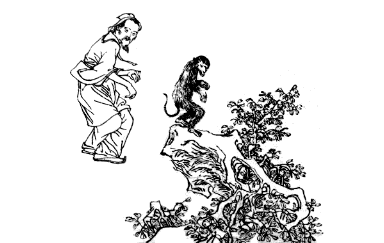
Hoa Đà tập Ngũ Cầm Hí
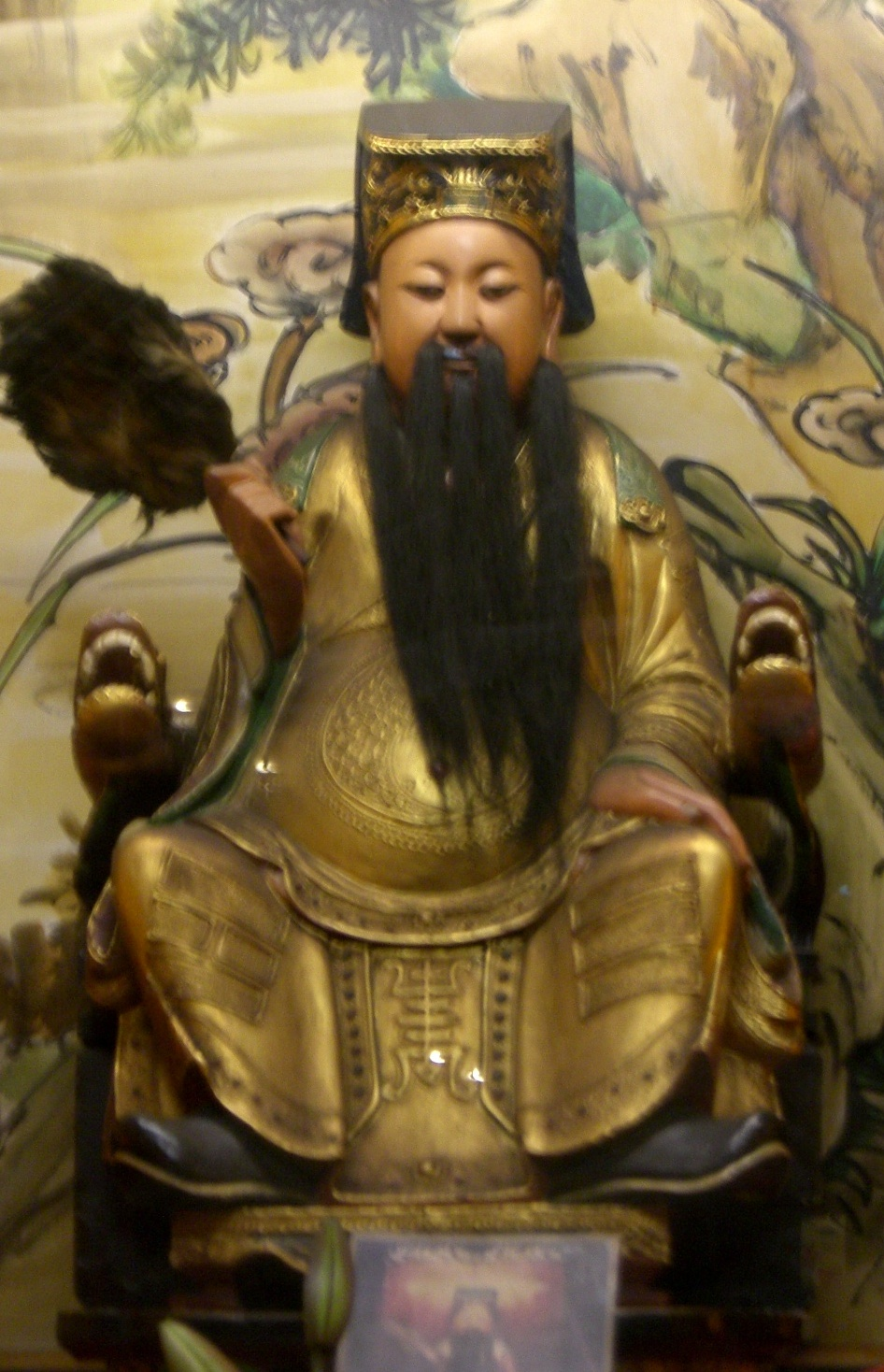
Tượng Hoa Đà tại đền Long Sơn, Đài Loan
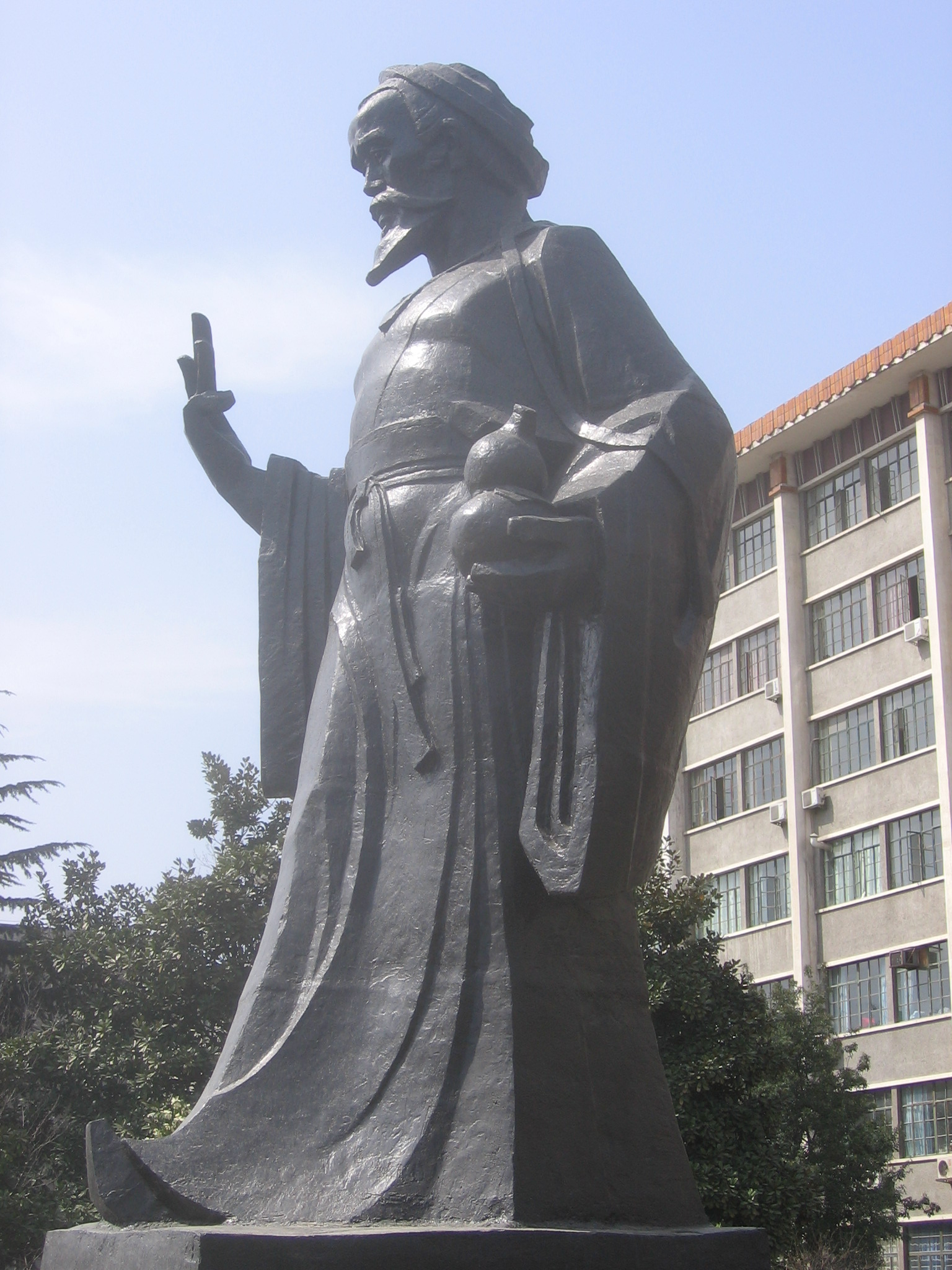
Tượng Hoa Đà trước cửa trường Y học cổ truyền An Huy, thành phố Hợp Phì, thủ phủ tỉnh An Huy